# Voo Delta Air Lines 1086
O voo Delta Air Lines 1086 foi uma rota comercial de passageiros entre Atlanta e Nova Iorque, operada pela Delta Air Lines, com o McDonnell Douglas MD-88. Em 5 de março de 2015, após pousar em Nova York, o avião não conseguiu frear e colidiu com uma cerca no final da pista. Estudos constataram que o avião derrapou por causa da neve que se acumulou na pista. Nenhum dos 127 passageiros e 5 tripulantes faleceram.

## Acidente

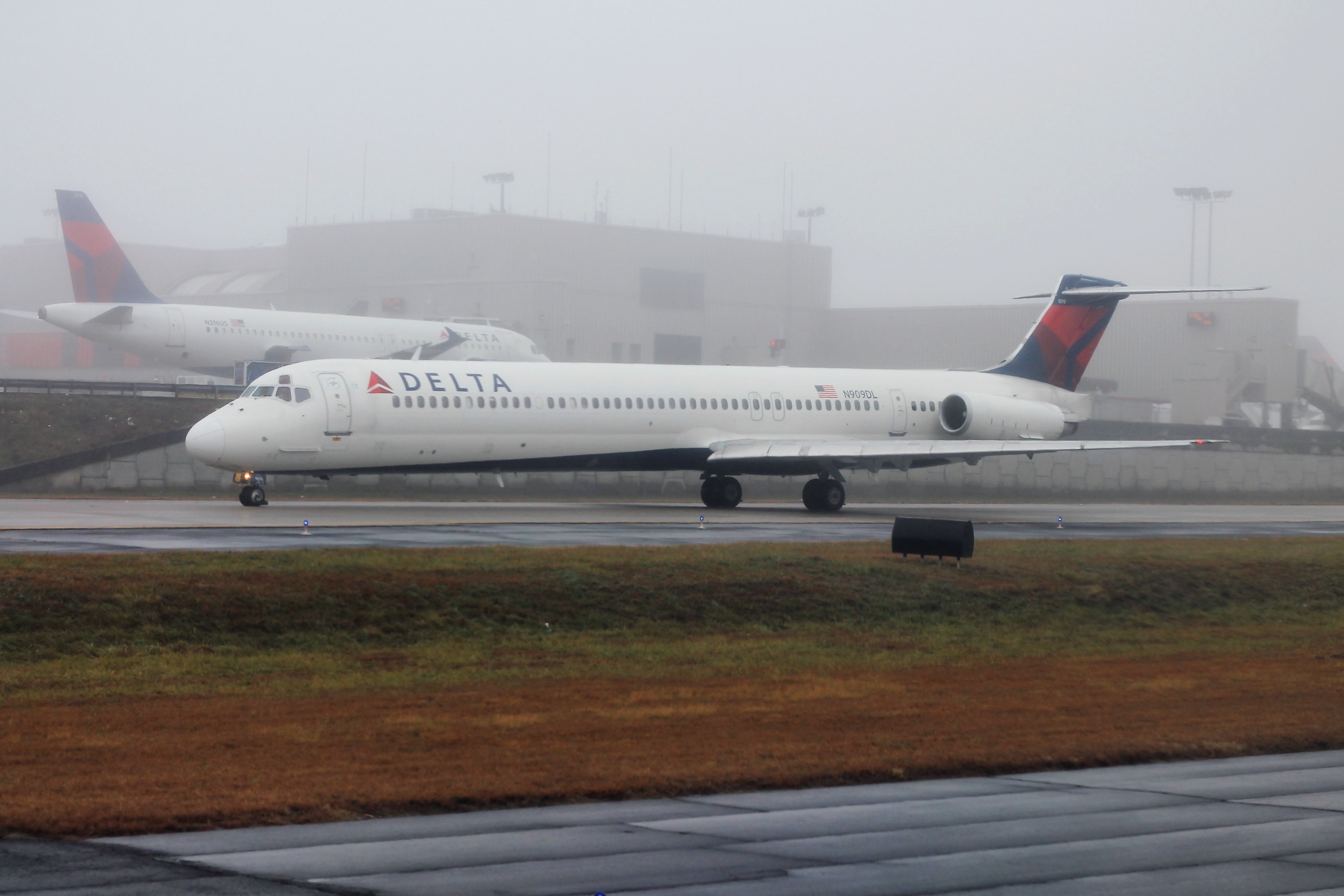
Aeronave envolvida no incidente, em Atlanta, em janeiro de 2015

A aeronave se aproximava da pista 13 para pousar. O piloto automático permaneceu ativado até que a aeronave estava a cerca de 230 pés (70 m) acima do nível do solo, e a velocidade do ar durante a aproximação final foi de cerca de 140 nós (160 mph), e 133 nós (153 mph) em touchdown. Após o pouso, o MD-88 não conseguiu frear, por causa da neve que se acumulou na pista.
A aeronave sofreu danos estruturais significativas. Houve grandes danos à asa esquerda. O tanque de combustível de esquerda foi violado perto da extremidade externa das abas laterais. O radar meteorológico da frente foram fortemente danificadas. O trem de pouso do nariz e o principal também foram danificados.
A tripulação do avião conseguiu uma evacuação rápida e completa, enquanto a aeronave estava com seu combustível vazando. 24 passageiros sofreram ferimentos leves, mas todos os passageiros feridos foram enviados para o hospital.
O aeroporto foi fechado imediatamente após o acidente as 11:00 (UTC-5). As pistas foram reabertos às 14:30. A pista 13 foi fechada até as 10:30 da manhã seguinte, enquanto os serviços de emergência limpavam o local do acidente e o avião foi colocado em um hangar. Vários passageiros tiraram fotos e gravaram vídeos da aeronave e do local após o acidente; eles rapidamente circularam na internet logo após o acidente.

## Passageiros e tripulantes
127 passageiros e 5 tripulantes estavam na aeronave. Entre os passageiros, estava o jogador de futebol americano Larry Donnell.
| Nacionalidade  | Passageiros | Tripulantes |
| -------------- | ----------- | ----------- |
| Estadunidenses | 124         | 5           |
| Canadenses     | 2           | -           |
| Brasileiros    | 1           | -           |
| Total          | 127         | 5           |